# International Swimming League 2021
La stagione dell'International Swimming League 2021 è stata la terza edizione dell'International Swimming League, la lega professionistica di nuoto fondata nel 2019. Hanno preso parte a questa stagione dieci squadre, che si sono affrontate in diciotto incontri svoltisi presso un'unica sede per la stagione regolare, la Piscina Felice Scandone di Napoli, e una per i play-off, la Pieter van den Hoogenband Zwemstadion di Eindhoven a seguito della pandemia di COVID-19.
Gli Energy Standard hanno vinto la finale, conquistando il loro secondo titolo.

## Calendario
Il calendario ha previsto tredici eventi in tutto, incluse le semifinali e la finale. Ad ogni incontro hanno preso parte 4 squadre. A seguito dell'espansione della manifestazione, si sono svolte due tappe in una singola settimana per poter impegnare otto squadre contemporaneamente e mantenere una squadra a riposo in ciascuna conference.
| Data                       | Luogo             | Piscina                               | Squadre partecipanti                                                              | Risultati         | MVP                                           |
| Stagione regolare          | Stagione regolare | Stagione regolare                     | Stagione regolare                                                                 | Stagione regolare | Stagione regolare                             |
| Settimana 1                | Settimana 1       | Settimana 1                           | Settimana 1                                                                       | Settimana 1       | Settimana 1                                   |
| -------------------------- | ----------------- | ------------------------------------- | --------------------------------------------------------------------------------- | ----------------- | --------------------------------------------- |
| 26–27 agosto (Match 1)     | Napoli            | Piscina Felice Scandone               | Energy Standard 511.5 Toronto Titans 496.5 Aqua Centurions 442.5 DC Trident 311.5 | [ 3 ]             | Sarah Sjöström ( Energy Standard) 60.5 punti  |
| 28–29 agosto (Match 2)     | Napoli            | Piscina Felice Scandone               | Cali Condors 707 LA Current 402.5 Tokyo Frog Kings 382.5 New York Breakers 269    | [ 4 ]             | Coleman Stewart (Cali Condors) 95 punti       |
| Settimana 2                |                   |                                       |                                                                                   |                   |                                               |
| 2–3 settembre (Match 3)    | Napoli            | Piscina Felice Scandone               | Energy Standard 640.5 London Roar 436.5 Iron 405.5 New York Breakers 278.5        | [ 5 ]             | Siobhán Haughey ( Energy Standard) 78 punti   |
| 4-5 settembre (Match 4)    | Napoli            | Piscina Felice Scandone               | Cali Condors 594 LA Current 444.5 Aqua Centurions 375.5 DC Trident 359            | [ 6 ]             | Caeleb Dressel ( Cali Condors ) 112.5 punti   |
| Settimana 3                |                   |                                       |                                                                                   |                   |                                               |
| 9-10 settembre (Match 5)   | Napoli            | Piscina Felice Scandone               | Toronto Titans 533 LA Current 453.5 DC Trident 418.5 Iron 374                     | [ 7 ]             | Louise Hansson ( Toronto Titans) 57.5 punti   |
| 11-12 settembre (Match 6)  | Napoli            | Piscina Felice Scandone               | London Roar 529.5 Cali Condors 478.5 Aqua Centurions 379.5 Tokyo Frog Kings 376.5 | [ 8 ]             | Daiya Seto ( Tokyo Frog Kings ) 57 punti      |
| Settimana 4                |                   |                                       |                                                                                   |                   |                                               |
| 16–17 settembre (Match 7)  | Napoli            | Piscina Felice Scandone               | Cali Condors 581 Toronto Titans 529.5 Iron 362.5 NY Breakers 293                  | [ 9 ]             | Beata Nelson ( Cali Condors) 67 punti         |
| 18–19 settembre            | Napoli            | Piscina Felice Scandone               | Energy Standard 508 London Roar 490.5 LA Current 386.5 Tokyo Frog Kings 381       | [ 10 ]            | Il'ja Šymanovič ( Energy Standard) 64 punti   |
| Settimana 5                |                   |                                       |                                                                                   |                   |                                               |
| 23-24 settembre (Match 9)  | Napoli            | Piscina Felice Scandone               | Energy Standard 568 London Roar 457.5 Toronto Titans 380.5 DC Trident 357         | [ 11 ]            | Evgenij Rylov ( Energy Standard) 60.5 punti   |
| 25-26 settembre (Match 10) | Napoli            | Piscina Felice Scandone               | Aqua Centurions 563 Iron 529 Tokyo Frog Kings 397 NY Breakers 272                 | [ 12 ]            | Daiya Seto ( Tokyo Frog Kings ) 50 punti      |
| Play in Match              |                   |                                       |                                                                                   |                   |                                               |
| 29-30 settembre (Match 11) | Napoli            | Piscina Felice Scandone               | DC Trident 506 Iron 497 NY Breakers 388.5 Tokyo Frog Kings 385.5                  | [ 13 ]            | Ranomi Kromowidjojo ( Iron) 43.5 punti        |
| Semifinali                 |                   |                                       |                                                                                   |                   |                                               |
| Settimana 1                |                   |                                       |                                                                                   |                   |                                               |
| 11-12 novembre (Playoff 1) | Eindhoven         | Pieter van den Hoogenband Zwemstadion | Cali Condors 534.5 Energy Standard 522 DC Trident 359.5 Iron 340.0                | [ 14 ]            | Il'ja Šymanovič ( Energy Standard) 62.5 punti |
| 13-14 novembre (Playoff 2) | Eindhoven         | Pieter van den Hoogenband Zwemstadion | LA Current 506 London Roar 494.5 Toronto Titans 398.5 Aqua Centurions 357         | [ 15 ]            | Ryan Murphy ( LA Current) 58 punti            |
| Settimana 2                |                   |                                       |                                                                                   |                   |                                               |
| 18-19 novembre (Playoff 3) | Eindhoven         | Pieter van den Hoogenband Zwemstadion | Energy Standard 583 Toronto Titans 407 Aqua Centurions 390.0 DC Trident 383.0     | [ 16 ]            | Sarah Sjöström ( Energy Standard) 87.5 punti  |
| 20–21 novembre (Playoff 4) | Eindhoven         | Pieter van den Hoogenband Zwemstadion | London Roar 534.5 Cali Condors 474.5 LA Current 438.5 Iron 324.5                  | [ 17 ]            | Duncan Scott ( London Roar) 60 punti          |
| Settimana 3                |                   |                                       |                                                                                   |                   |                                               |
| 25-26 novembre (Playoff 5) | Eindhoven         | Pieter van den Hoogenband Zwemstadion | Energy Standard 539.5 London Roar 498.5 LA Current 390.0 DC Trident 284.5         | [ 18 ]            | Il'ja Šymanovič ( Energy Standard) 83.5 punti |
| 18-19 novembre (Platoff 6) | Eindhoven         | Pieter van den Hoogenband Zwemstadion | Cali Condors 532.5 Iron 446 Aqua Centurions 444.5 Toronto Titans 337              | [ 19 ]            | Matteo Rivolta ( Aqua Centurions) 55 punti    |
| Finale                     |                   |                                       |                                                                                   |                   |                                               |
| 3–4 dicembre               | Eindhoven         | Pieter van den Hoogenband Zwemstadion | Energy Standard 534 Cali Condors 520 London Roar 393.5 LA Current 307.5           | [ 20 ]            | Sarah Sjöström ( Energy Standard) 61 punti    |

### Eventi
In totale sono previsti 39 eventi per ciascun incontro (in caso di parità tra 2 o più club al termine delle gare, viene disputata una staffetta 4x50m misti mista come gara di spareggio).
| Giorno 1 | Giorno 1                      | Giorno 1 | Giorno 1 | Giorno 1 | Giorno 2 | Giorno 2                      | Giorno 2 | Giorno 2 | Giorno 2 |
| No.      | Evento                        | D        | U        | X        | No.      | Evento                        | D        | U        | X        |
| -------- | ----------------------------- | -------- | -------- | -------- | -------- | ----------------------------- | -------- | -------- | -------- |
| 1        | 100m farfalla                 | ●        |          |          | 21       | 100m stile libero             | ●        |          |          |
| 2        | 100m farfalla                 |          | ●        |          | 22       | 100m stile libero             |          | ●        |          |
| 3        | 200m dorso                    | ●        |          |          | 23       | 200m farfalla                 | ●        |          |          |
| 4        | 200m dorso                    |          | ●        |          | 24       | 200m farfalla                 |          | ●        |          |
| 5        | 200m rana                     | ●        |          |          | 25       | 100m dorso                    | ●        |          |          |
| 6        | 200m rana                     |          | ●        |          | 26       | 100m dorso                    |          | ●        |          |
| 7        | staffetta 4x100m stile libero | ●        |          |          | 27       | 100m misti                    | ●        |          |          |
| 14       | staffetta 4x100m stile libero |          | ●        |          | 28       | 100m misti                    |          | ●        |          |
| 8        | 50m stile libero              |          | ●        |          | 29       | 200m stile libero             | ●        |          |          |
| 9        | 50m stile libero              | ●        |          |          | 30       | 200m stile libero             |          | ●        |          |
| 10       | 200m misti                    |          | ●        |          | 31       | 50m farfalla                  | ●        |          |          |
| 11       | 200m misti                    | ●        |          |          | 32       | 50m farfalla                  |          | ●        |          |
| 12       | 50m rana                      |          | ●        |          | 33       | 100m rana                     | ●        |          |          |
| 13       | 50m rana                      | ●        |          |          | 34       | 100m rana                     |          | ●        |          |
| 15       | 50m dorso                     | ●        |          |          | 35       | staffetta 4x100m stile libero |          |          | ●        |
| 16       | 50m dorso                     |          | ●        |          | 36       | 400m misti                    | ●        |          |          |
| 17       | 400m stile libero             | ●        |          |          | 37       | 400m misti                    |          | ●        |          |
| 18       | 400m stile libero             |          | ●        |          | 38       | australiana                   | ●        |          |          |
| 19       | staffetta 4x100m misti        | ●        |          |          | 39       | australiana                   |          | ●        |          |
| 20       | staffetta 4x100m misti        |          | ●        |          | 40       | staffetta 4x50m misti         |          |          | ●        |

## Classifiche
Per il sistema di punteggio vedi International Swimming League

### ISL stagione regolare 2021
|  | Pos. | Team                | I   | II    | III   | IV    | V     | VI    | VII | VIII  | IX    | X   | Punteggio | Punti |
|  | ---- | ------------------- | --- | ----- | ----- | ----- | ----- | ----- | --- | ----- | ----- | --- | --------- | ----- |
|  | 1    | Cali Condors        | 567 |       |       | 610.5 |       |       |     | 507   |       | 558 | 2242.5    | 16    |
|  | 2    | Energy Standard     | 463 |       |       |       |       | 609   | 613 |       | 573.5 |     | 2258.5    | 15    |
|  | 3    | London Roar         |     | 609.5 |       |       | 499   |       |     | 491.5 |       | 398 | 1998      | 13    |
|  | 4    | Los Angeles Current | 420 |       | 535.5 |       | 478.5 |       |     |       |       | 495 | 1929      | 12    |
|  | 5    | Iron                |     | 392.5 |       | 418.5 |       |       | 448 |       | 415.5 |     | 1674.5    | 11    |
|  | 6    | Tokyo Frog Kings    |     |       | 506.5 |       | 446.5 |       |     | 419   | 428   |     | 1800      | 10    |
|  | 7    | Toronto Titans      |     |       | 401   |       |       | 448   | 391 |       | 289   |     | 1529      | 8     |
|  | 8    | New York Breakers   | 266 |       |       | 394   |       | 354.5 |     | 296.5 |       |     | 1311      | 6     |
|  | 9    | DC Trident          |     | 350   |       | 287   | 287   |       | 256 |       |       |     | 1180      | 5     |
|  | 10   | Aqua Centurions     |     | 344   | 260   |       |       | 290.5 |     |       |       | 255 | 1149.5    | 4     |

| Legenda      | Legenda |
| ------------ | ------- |
| Vincitori    |         |
| Non arrivati |         |
| Squalificati |         |
| Non iniziato |         |

Legenda:

### ISL semifinali 2021
| Pos. | Team             | Punteggio |
| ---- | ---------------- | --------- |
| 1    | Energy Standard  | 580       |
| 2    | London Roar      | 517.5     |
| 3    | Tokyo Frog Kings | 380.5     |
| 4    | NY Breakers      | 239       |

| Pos. | Team           | Punteggio |
| ---- | -------------- | --------- |
| 1    | Cali Condors   | 605.5     |
| 2    | LA Current     | 462       |
| 3    | Iron           | 340.5     |
| 4    | Toronto Titans | 303       |

### ISL Final Match 2021
| Pos. | Team            | Punteggio |
| ---- | --------------- | --------- |
| 1    | Cali Condors    | 561.5     |
| 2    | Energy Standard | 464.5     |
| 3    | London Roar     | 391       |
| 4    | LA Current      | 298       |